# Либери
Либери (итал. Liberi) је насеље у Италији у округу Казерта, региону Кампанија.
Према процени из 2011. у насељу је живело 460 становника. Насеље се налази на надморској висини од 466 м.

## Становништво
| 1951. | 1961. | 1971. | 1981. | 1991. | 2001. | 2011. |
| ----- | ----- | ----- | ----- | ----- | ----- | ----- |
| 1.641 | 1.616 | 1.321 | 1.462 | 1.395 | 1.222 | 1.157 |